# Рассеянное звёздное скопление

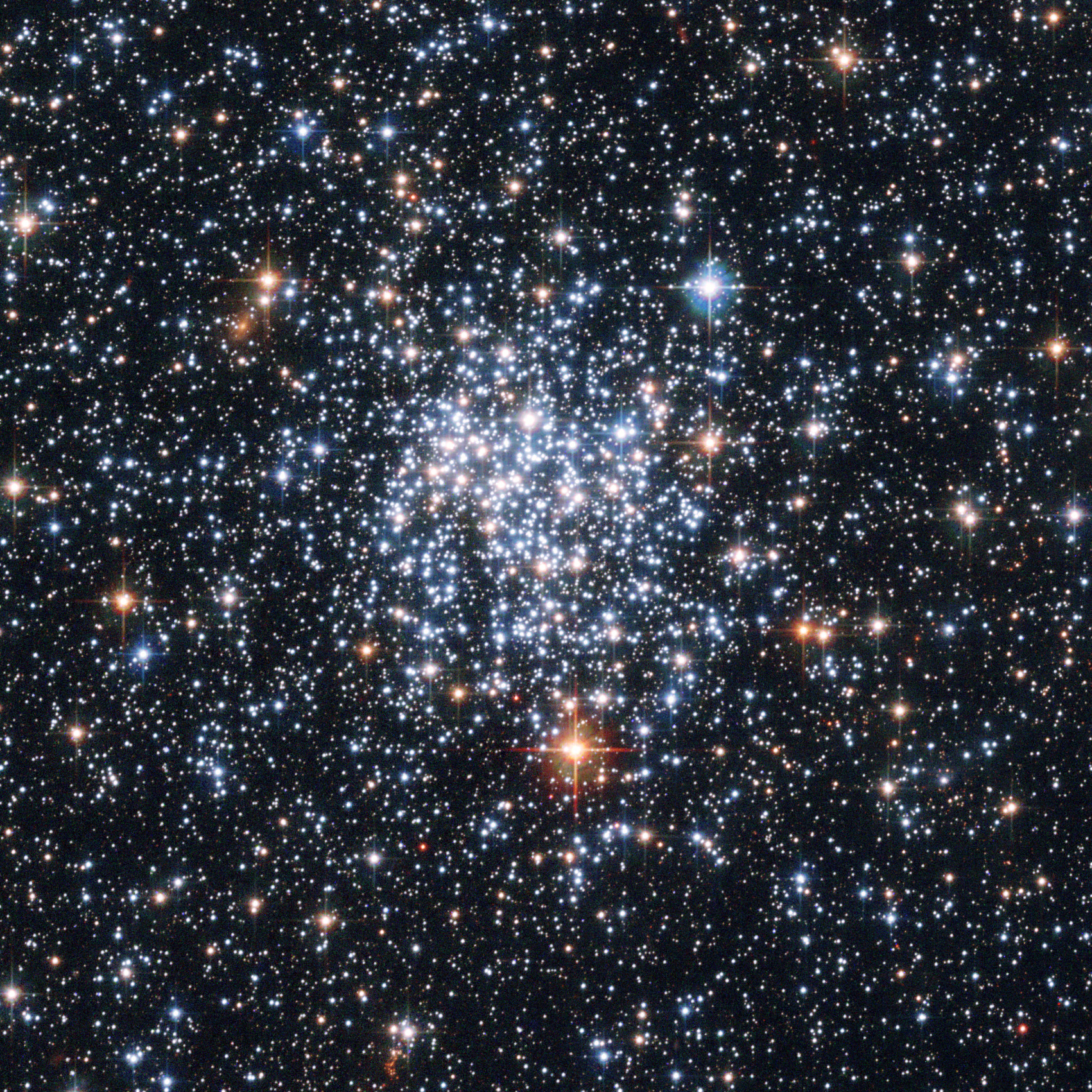
NGC 265, рассеянное звёздное скопление в Малом Магеллановом Облаке.

Рассеянное звёздное скопление (англ. open cluster) представляет собой группу звёзд (числом вплоть до нескольких тысяч), образованных из одного гигантского молекулярного облака и имеющих примерно одинаковый возраст. В нашей Галактике открыто более чем 1100 рассеянных скоплений, но предполагается, что их гораздо больше. Звёзды в таких скоплениях связаны друг с другом относительно слабыми гравитационными силами, поэтому по мере обращения вокруг галактического центра скопления могут быть разрушены из-за близкого прохождения возле других скоплений или облаков газа, в этом случае образующие их звёзды становятся частью обычного населения галактики; отдельные звёзды также могут быть выброшены в результате сложных гравитационных взаимодействий внутри скопления. Типичный возраст скоплений — несколько сотен миллионов лет. Рассеянные звёздные скопления обнаружены только в спиральных и неправильных галактиках, где происходят активные процессы звездообразования.
Молодые рассеянные скопления могут находиться внутри молекулярного облака, из которого они были образованы, и «подсвечивать» его, в результате чего возникает область ионизированного водорода. Со временем давление излучения от скопления развеивает облако. Как правило, только около 10 % массы газового облака успевает образовать звёзды, прежде чем остальной газ будет развеян давлением света.
Рассеянные звёздные скопления — ключевые объекты для изучения звёздной эволюции. Благодаря тому, что члены скопления имеют одинаковый возраст и химический состав, эффекты от других характеристик легче определять для скоплений, чем для отдельных звёзд. Некоторые рассеянные скопления, такие как Плеяды, Гиады или Скопление Альфа Персея, видны невооружённым глазом. Некоторые другие, например, Двойное скопление в Персее, едва различимы без инструментов, а ещё больше скоплений можно увидеть только при помощи бинокля или телескопа, как, например, Скопление Дикая Утка (M 11).

## Исторические наблюдения

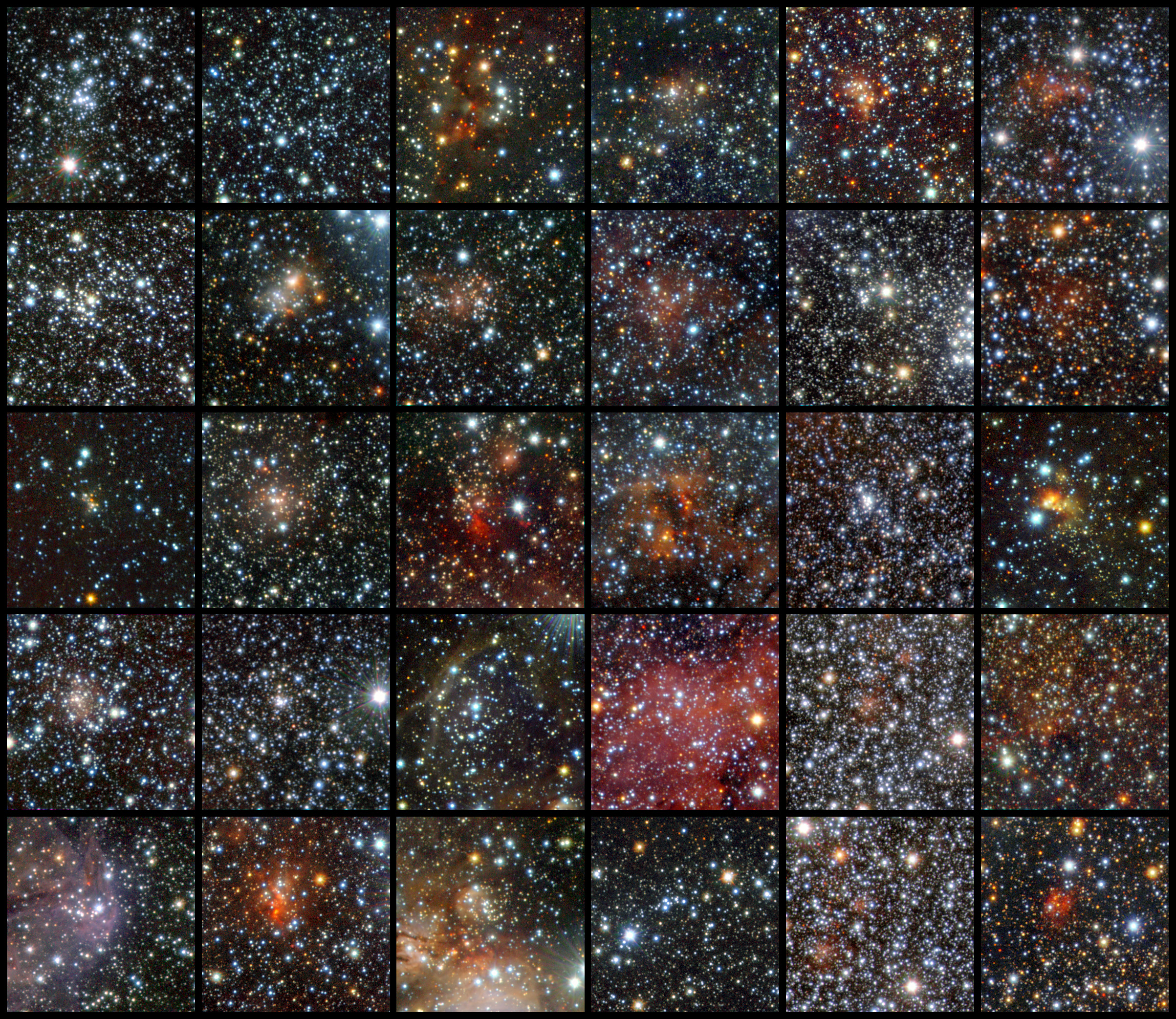
Мозаика из 30 изображений рассеянных скоплений, открытых телескопом VISTA. От прямого наблюдения эти скопления закрыты пылью Млечного Пути.

Яркое рассеянное звёздное скопление Плеяды известно ещё со времён античности, а Гиады представляют собой часть созвездия Тельца, одного из самых древних созвездий. Другие скопления описаны ранними астрономами как нераздельные нечёткие участки света. Греческий астроном Клавдий Птолемей упоминал в своих записях Ясли, Двойное скопление в Персее и Скопление Птолемея; а персидский астроном Ас-Суфи описал скопление Омикрон Парусов. Тем не менее, лишь изобретение телескопа позволило различить в этих туманных объектах отдельные звёзды. Более того, в 1603 году Иоганн Байер присвоил этим образованиям такие обозначения, как если бы они являлись отдельными звёздами.
Первым человеком, который применил в 1609 году телескоп для наблюдения звёздного неба и записал результаты этих наблюдений, был итальянский астроном Галилео Галилей. При изучении некоторых туманных объектов, описанных Птолемеем, Галилей обнаружил, что они являются не отдельными звёздами, а группами из большого количества звёзд. Так, в Яслях он различил более 40 звёзд. В то время как его предшественники различали в Плеядах 6—7 звёзд, Галилей обнаружил почти 50. В своём трактате 1610 года «Sidereus Nuncius» он пишет: «…Галаксия является не чем иным, как собранием многочисленных звёзд, расположенных группами». Вдохновлённый работой Галилея, сицилийский астроном Джованни Годиерна стал, возможно, первым астрономом, кто нашёл при помощи телескопа прежде неизвестные рассеянные скопления. В 1654 году он обнаружил объекты, называемые сейчас Мессье 41, Мессье 47, NGC 2362 и NGC 2451.
В 1767 году английский естествоиспытатель преподобный Джон Мичелл вычислил, что даже для одной такой группы, как Плеяды, вероятность того, что составляющие её звёзды случайно выстроились для земного наблюдателя на одной линии, равна 1 к 496 000; стало понятно, что звёзды в скоплениях связаны физически. В 1774—1781 годах французский астроном Шарль Мессье опубликовал каталог небесных объектов, имеющих кометоподобный туманный вид. В этот каталог вошло 26 рассеянных скоплений. В 1790-х годах английский астроном Уильям Гершель начал всестороннее исследование туманных небесных объектов. Он обнаружил, что многие из этих образований можно разложить (астрономы говорят «разрешить») на звёзды. Гершель предположил, что изначально звёзды были разбросаны в пространстве, а затем в результате гравитационных сил образовали звёздные системы. Он распределил туманности на 8 категорий, и классы с VI по VIII отвёл для классификации скоплений звёзд.
Усилиями астрономов число известных скоплений стало увеличиваться. Сотни скоплений были перечислены в Новом общем каталоге (NGC), впервые опубликованном в 1888 году датско-ирландским астрономом Дж. Л. Э. Дрейером, а также в двух дополнительных индекс-каталогах, увидевших свет в 1896 и 1905 годах. Телескопические наблюдения позволили выявить два разных типа скоплений. Первые характеризуются правильной округлой формой и состоят из многих тысяч звёзд. Они распределены по всему небу, но наиболее плотно — в направлении центра Млечного Пути. Звёздное население вторых более разреженное, форма часто довольно неправильная, а звёздное население исчисляется десятками, реже сотнями. Такие скопления тяготеют к галактической плоскости. Астрономы называют первые шаровыми звёздными скоплениями (англ. globular cluster), а вторые — рассеянными звёздными скоплениями (англ. open cluster). Из-за своего местонахождения рассеянные скопления иногда называют галактическими скоплениями, этот термин был предложен в 1925 году швейцарско-американским астрономом Робертом Джулиусом Трюмплером.
Микрометрические измерения позиций звёзд в скоплениях были произведены сначала в 1877 году немецким астрономом Э. Шёнфельдом, а затем американским астрономом Э. Э. Барнардом в 1898—1921 годах. Эти попытки не выявили никаких признаков движения звёзд. Однако в 1918 году голландско-американский астроном Адриан ван Маанен путём сравнения фотопластинок, снятых в разные моменты времени, смог измерить собственное движение звёзд для части скопления Плеяд. По мере того, как астрометрия делалась всё более точной, стало выясняться, что скопления звёзд разделяют одно и то же собственное движение в пространстве. Сравнивая фотопластинки Плеяд, полученные в 1918 году, с пластинками 1943 года, ван Маанен смог выделить звёзды, собственное движение которых было схоже со средним по скоплению, и таким образом, идентифицировать вероятных членов скопления. Спектроскопические наблюдения выявили общие радиальные скорости, показав этим, что скопления состоят из звёзд, физически связанных между собой.
Первые диаграммы «цвет—светимость» для рассеянных скоплений были опубликованы Эйнаром Герцшпрунгом в 1911 году вместе со схемами Плеяд и Гиад. В последующие 20 лет он продолжал свою работу по изучению рассеянных скоплений. Из спектроскопических данных он смог определить верхний предел внутреннего движения для рассеянных скоплений и оценить, что суммарная масса этих объектов не превышает нескольких сотен масс Солнца. Он продемонстрировал связь между цветами звёзд и их светимостью, и в 1929 году отметил, что звёздное население Гиад и Яслей отличается от Плеяд. Впоследствии это было объяснено различием в возрасте этих трёх скоплений. Эти исследования рассеянных скоплений стали фундаментальными в части понимания эволюции звёзд и зависимости эволюции звёзд от их начальной массы.

## Образование

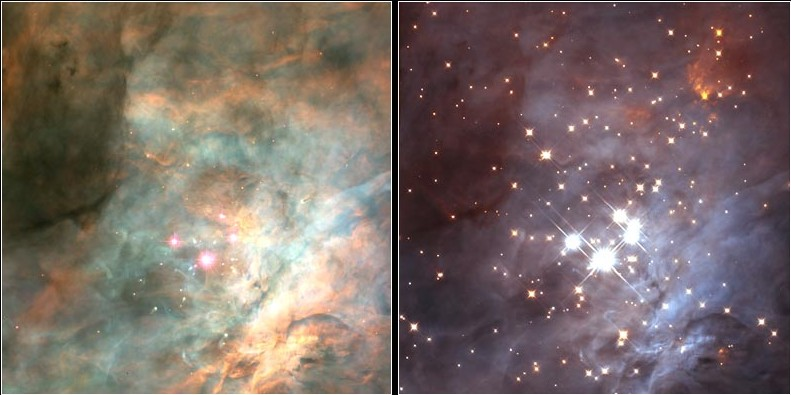
Инфракрасное излучение показывает плотное скопление, рождающееся в сердце Туманности Ориона.

Образование рассеянного скопления начинается с коллапса части гигантского молекулярного облака, холодного плотного облака газа и пыли массой во много тысяч раз больше массы Солнца. Такие облака имеют плотность от 102 до 106 молекул нейтрального водорода на см3, при том, что звездообразование начинается в частях с плотностью большей 104 молекул/см3. Как правило, только 1—10 % объёма облака превышает такую плотность. До коллапса такие облака могут сохранять механическое равновесие благодаря магнитным полям, турбулентностям и вращению.
Существует много факторов, которые могут нарушить равновесие гигантского молекулярного облака, что приведёт к коллапсу и началу процесса активного звездообразования, в результате которого может возникнуть рассеянное скопление. К таковым относятся: ударные волны от близких сверхновых, столкновение с другими облаками, гравитационные взаимодействия. Но даже в отсутствие внешних факторов некоторые части облака могут достигнуть условий, когда они станут нестабильны и подвержены коллапсу. Коллапсирующий регион облака испытывает иерархическую фрагментацию на более мелкие участки (включая относительно плотные области, известные как инфракрасные тёмные облака), что в итоге приводит к рождению большого количества (до нескольких тысяч) звёзд. Такой процесс звездообразования начинается в оболочке из коллапсирующего облака, которая скрывает протозвёзды из вида, хотя и позволяет производить инфракрасные наблюдения. Считается, что в галактике Млечный Путь одно новое рассеянное скопление образуется раз в несколько тысяч лет.

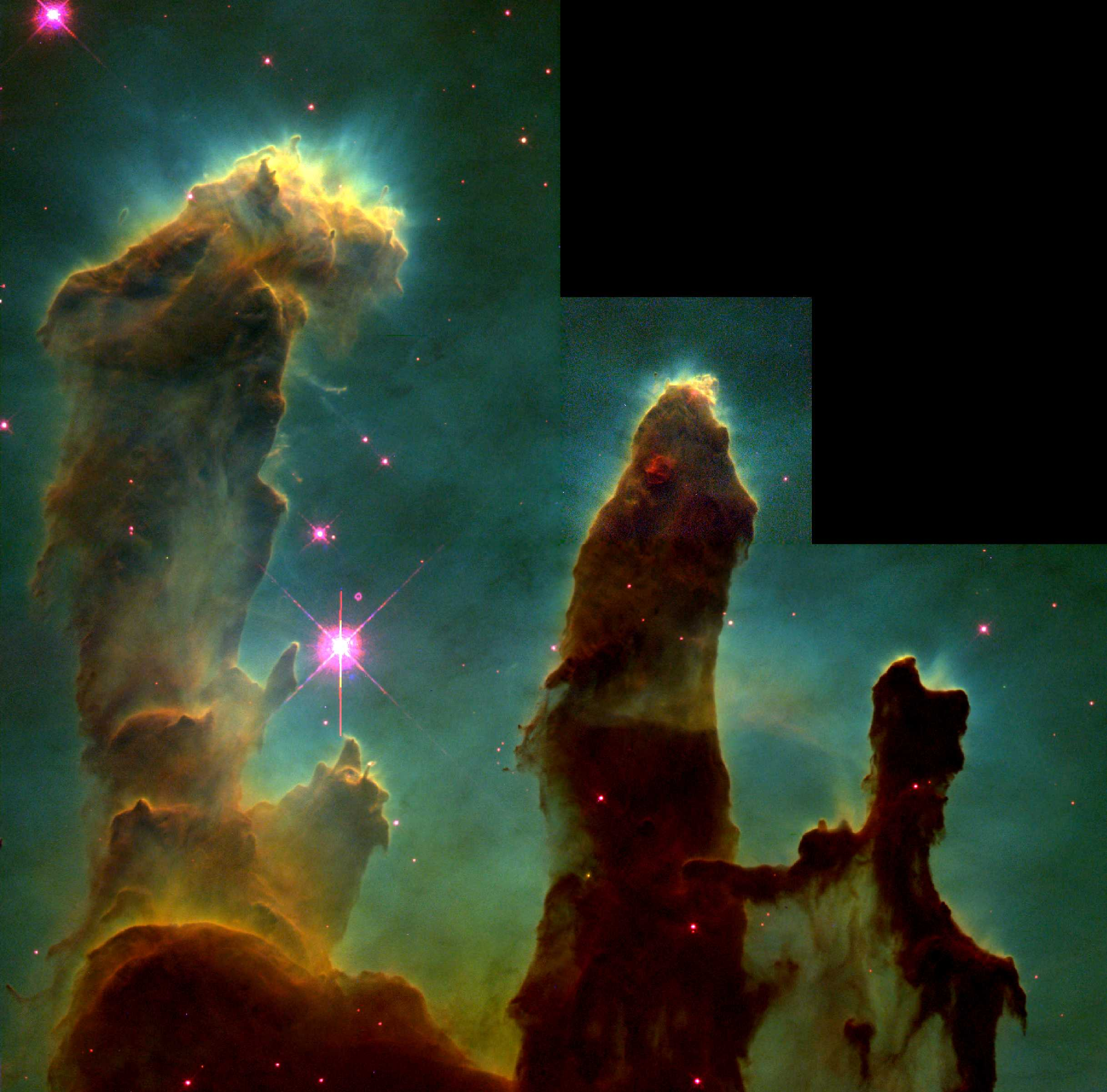
«Столпы Творения» — область Туманности Орёл, где молекулярное облако развеивается звёздным ветром от молодых массивных звёзд.

Наиболее горячие и массивные из вновь сформированных звёзд (известных как OB-звёзды) интенсивно излучают в ультрафиолете, что постоянно ионизирует окружающий газ молекулярного облака и образует H II-область. Звёздный ветер и давление радиации от массивных звёзд начинают разгонять горячий ионизированный газ на скоростях, сопоставимых со скоростью звука в газе. Через несколько миллионов лет в скоплении происходит первая вспышка сверхновой (англ. core-collapse supernovae), которая также выталкивает газ из своих окрестностей. В большинстве случаев эти процессы разгоняют весь газ в течение 10 миллионов лет, и звездообразование прекращается. Но около половины из образовавшихся протозвёзд будут окружены околозвёздными дисками, многие из которых будут аккреционными дисками.
Так как лишь от 30 до 40 % газа из центра облака формирует звёзды, рассеивание газа сильно затрудняет процесс звездообразования. Следовательно, все скопления переживают на начальной стадии сильную потерю массы, причём довольно большая часть на этом этапе распадается совсем. С этой точки зрения, образование рассеянного скопления зависит от того, связаны ли гравитационно рождённые звёзды; если это не так, то вместо скопления возникнет несвязанная звёздная ассоциация. Если же скопление наподобие Плеяд всё-таки формируется, оно сможет удержать лишь 1/3 от исходного числа звёзд, а оставшаяся часть перестанет быть связанной, как только газ рассеется. Молодые звёзды, переставшие принадлежать родному скоплению, станут частью общего населения Млечного пути.
Вследствие того, что практически все звёзды образуются в скоплениях, последние считаются основными строительными кирпичиками галактик. Интенсивные процессы рассеяния газа, которые как образуют, так и уничтожают многие звёздные скопления при рождении, оставляют свой отпечаток на морфологической и кинематической структурах галактик. Большинство вновь образованных рассеянных скоплений обладают численностью от 100 звёзд и массой от 50 солнечных. Самые большие скопления могут иметь массу до 104 солнечных (масса скопления Westerlund 1 оценивается в 5×104 солнечных), что очень близко к массам шаровых скоплений. В то время как рассеянные и шаровые звёздные скопления представляют собой совершенно разные образования, внешний вид наиболее разреженных шаровых и самых богатых рассеянных скоплений может не так уж сильно отличаться. Некоторые астрономы считают, что в основе образования этих двух типов скоплений лежит один и тот же механизм, с той разницей, что условий, необходимых для формирования очень богатых шаровых скоплений — численностью в сотни тысяч звёзд, — в нашей Галактике больше не существует.
Формирование более одного рассеянного скопления из одного молекулярного облака — типичное явление. Так, в Большом Магеллановом облаке скопления Hodge 301 и R136 образовались из газа туманности Тарантул; прослеживание траекторий движения Гиад и Яслей, двух заметных и близких скоплений Млечного пути, позволяет сделать вывод, что они также образовались из одного облака около 600 миллионов лет назад. Иногда скопления, рождённые в одно время, образуют двойное скопление. Ярким примером этого в нашей Галактике является Двойное скопление в Персее, состоящее из NGC 869 и NGC 884 (иногда ошибочно называемых «χ и h Персея» («хи и аш Персея»), хотя h относится к соседней звезде, а χ — к обоим скоплениям), однако, кроме него, известно по крайней мере 10 подобных скоплений. Ещё больше таковых открыто в Малом и Большом Магеллановых облаках: эти объекты легче обнаружить во внешних системах, чем в нашей Галактике, так как из-за проекционного эффекта далёкие друг от друга скопления могут выглядеть связанными друг с другом.

## Морфология и классификация
Рассеянные скопления могут представлять как разреженные группы из нескольких звёзд, так и большие агломерации, включающие тысячи членов. Они, как правило, состоят из хорошо отличимой плотной сердцевины, окружённой более рассеянной «короной» из звёзд. Диаметр сердцевины обычно составляет 3—4 св. г., а короны — 40 св. л. Стандартная звёздная плотность в центре скопления составляет 1,5 звезды/св. г.3 (для сравнения: в окрестностях Солнца это число равно ~0,003 зв./св. г.3).
Рассеянные звёздные скопления часто классифицируются по схеме, разработанной Робертом Трюмплером в 1930 году. Наименование класса по этой схеме состоит из 3-х частей. Первая часть обозначается римской цифрой I—IV и означает концентрацию скопления и его отличимость от окружающего звёздного поля (от сильной до слабой). Вторая часть — это арабская цифра от 1 до 3, означающая разброс в яркости членов (от малого до большого разброса). Третья часть — это буква p, m или r, обозначающая, соответственно, низкое, среднее или большое число звёзд в скоплении. Если скопление находится внутри туманности, то в конце добавляется буква n.
Например, по трюмплеровской схеме Плеяды классифицируются как I3rn (сильно концентрированное, богатое звёздами, присутствует туманность), а более близкие Гиады — как II3m (более разобщённое и с меньшей численностью).

## Число и распределение

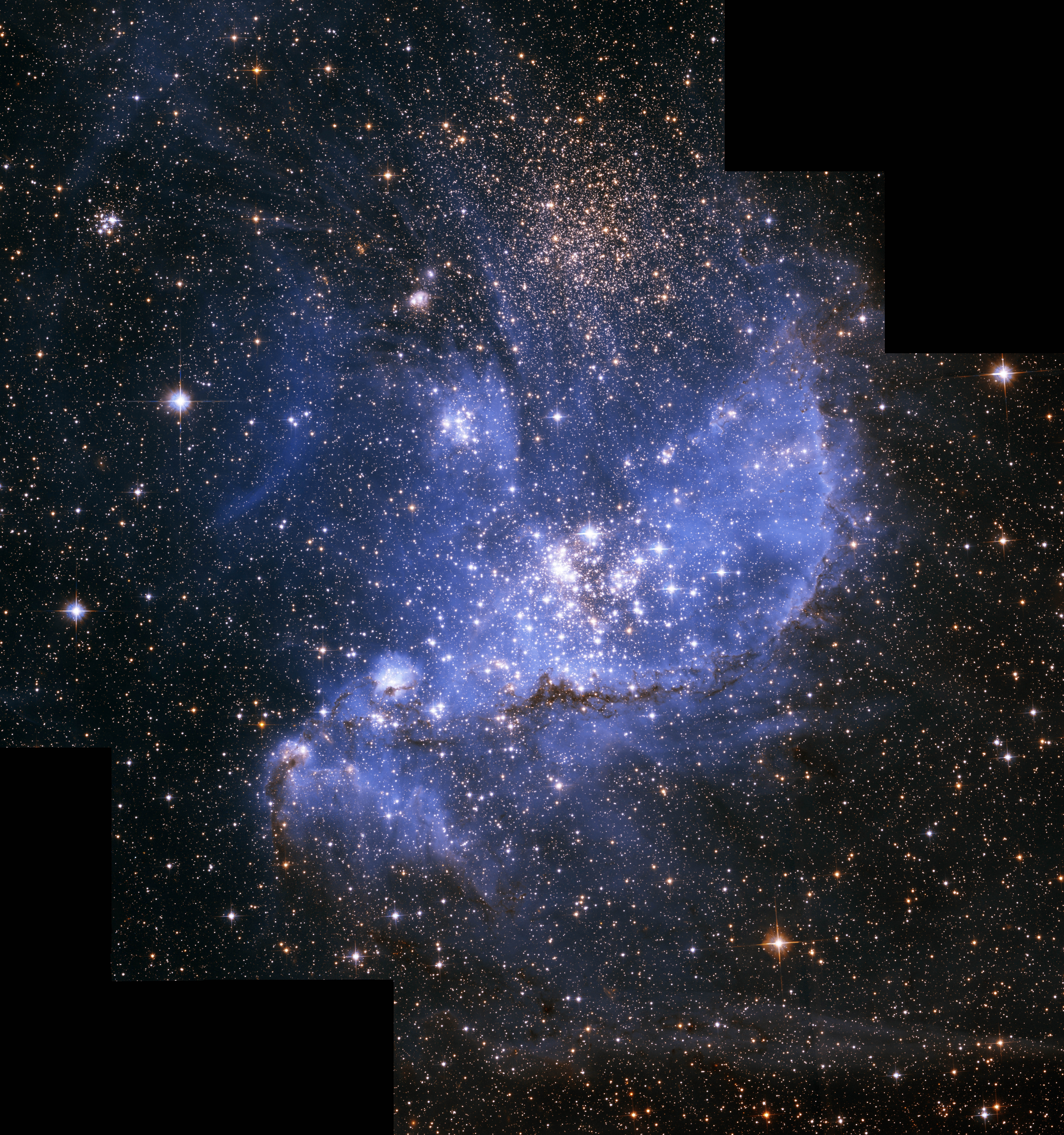
NGC 346, рассеянное скопление в Малом Магеллановом Облаке.

В нашей Галактике открыто более чем 1000 рассеянных скоплений, но общее их число может быть до 10 раз больше. В спиральных галактиках рассеянные скопления в основном располагаются вдоль спиральных рукавов, где плотность газа наиболее высока и, вследствие этого, наиболее активно протекают процессы звездообразования; подобные скопления обычно рассредотачиваются до того, как они успевают покинуть рукав. Рассеянные скопления имеют сильную тенденцию находиться возле галактической плоскости.
В неправильных галактиках рассеянные скопления могут находиться где угодно, хотя их концентрация выше там, где больше плотность газа. Рассеянные скопления не наблюдаются в эллиптических галактиках, так как процессы звездообразования в последних прекратились многие миллионы лет назад, а последние из образованных скоплений с тех пор уже давно рассеялись.
Распределение рассеянных скоплений в нашей Галактике зависит от возраста: более старые скопления находятся преимущественно на бо́льших расстояниях от галактического центра и на значительном удалении от галактической плоскости. Это объясняется тем, что приливные силы, способствующие разрушению скоплений, выше возле центра галактики; с другой стороны, гигантские молекулярные облака, также являющиеся причиной разрушения, сконцентрированы во внутренних областях диска галактики; поэтому скопления из внутренних областей разрушаются в более раннем возрасте, чем их «коллеги» из внешних областей.

## Звёздный состав

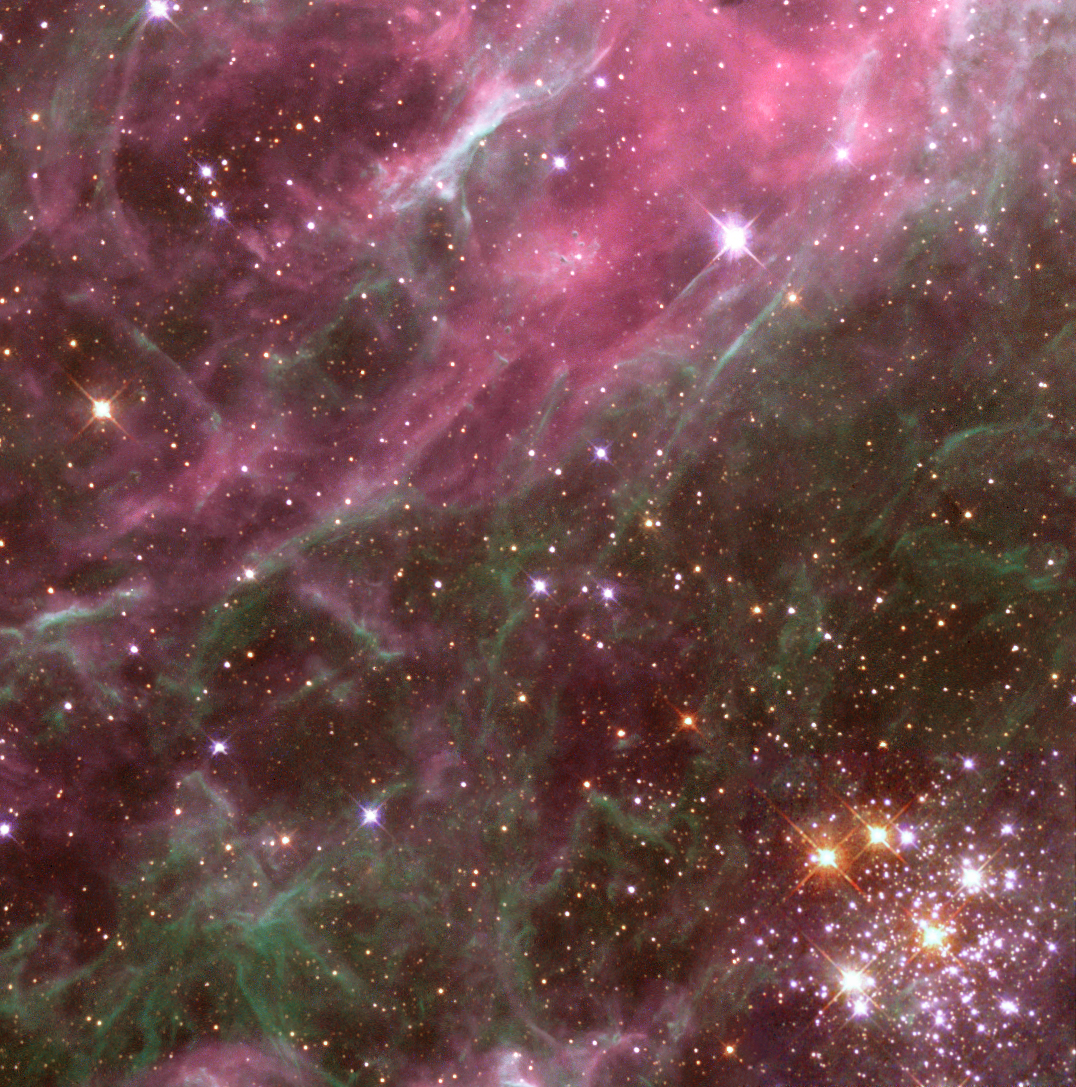
Скопление звёзд возрастом в несколько миллионов лет (правый нижний угол) подсвечивает Туманность Тарантул в Большом Магеллановом Облаке.

Из-за того, что рассеянные звёздные скопления обычно распадаются до того, как большинство их звёзд завершат свой жизненный цикл, большая часть излучения от скоплений — это свет от молодых горячих голубых звёзд. Такие звёзды обладают наибольшей массой и наименьшим временем жизни — порядка нескольких десятков миллионов лет. Более старые звёздные скопления содержат больше жёлтых звёзд.
Некоторые звёздные скопления содержат горячие голубые звёзды, которые кажутся гораздо более молодыми, чем остальная часть скопления. Эти голубые разбросанные звёзды также наблюдаются в шаровых скоплениях; считается, что в наиболее плотных ядрах шаровых скоплений они образуются при столкновении звёзд и образовании при этом более горячих и массивных звёзд. Однако звёздная плотность в рассеянных скоплениях гораздо ниже, чем в шаровых, и число наблюдаемых молодых звёзд подобными столкновениями объяснить нельзя. Считается, что большинство из них образуется, когда двойная звёздная система из-за динамических взаимодействий с другими членами сливается в одну звезду.
Как только в процессе ядерного синтеза мало- и среднемассивные звёзды израсходуют свой запас водорода, они сбрасывают свои внешние слои и образуют планетарную туманность с образованием белого карлика. Даже несмотря на то, что большинство рассеянных скоплений распадаются до того, как большая часть их членов достигают стадии белого карлика, число белых карликов в скоплениях, обычно, всё же намного меньше, чем можно ожидать, исходя из возраста скопления и оцениваемого начального распределения массы звёзд. Одно из возможных объяснений недостатка белых карликов состоит в том, что когда красный гигант сбрасывает свою оболочку и образует планетарную туманность, какая-нибудь небольшая асимметрия массы сбрасываемого вещества может сообщить звезде скорость в несколько километров в секунду — достаточную, чтобы та покинула скопление.
Из-за большой звёздной плотности близкие прохождения звёзд в рассеянных скоплениях — не редкость. Для типичного скопления численностью 1000 звёзд и полумассовым радиусом 0,5 пк, в среднем каждая звезда будет сближаться с какой-то другой каждые 10 млн лет. Это время ещё меньше в более плотных скоплениях. Подобные прохождения могут сильно повлиять на расширенные околозвёздные диски вещества вокруг многих молодых звёзд. Приливные возмущения для больших дисков могут стать причиной образования массивных планет и коричневых карликов, которые будут располагаться на расстояниях 100 а.е. или больше от главной звезды.

## Судьба

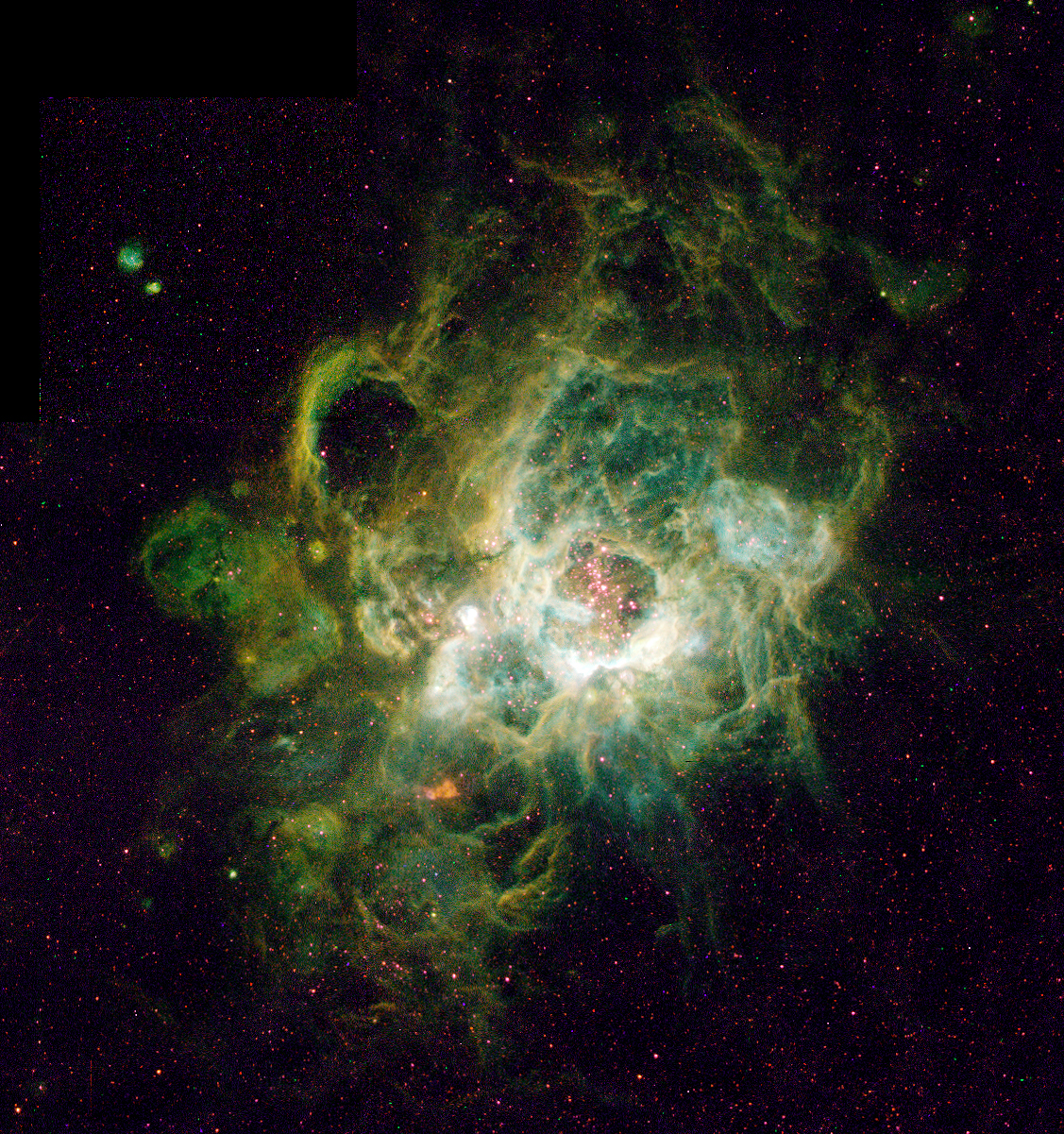
NGC 604 в Галактике Треугольника — чрезвычайно массивное рассеянное скопление, окружённое областью ионизированного водорода.

Многие рассеянные скопления, по существу, нестабильны: из-за небольшой массы скорость убегания из системы меньше, чем средняя скорость составляющих её звёзд. Такие скопления очень быстро распадаются в течение нескольких миллионов лет. Во многих случаях выталкивание излучением от молодых звёзд газа, из которого образовалась вся система, снижает массу скопления настолько, что оно очень быстро распадается.
Скопления, которые после развеяния окружающей туманности обладают достаточной массой, чтобы быть гравитационно связанными, могут сохранять свою форму многие десятки миллионов лет, однако со временем внутренние и внешние процессы также приводят к их распаду. Близкое прохождение одной звёзды рядом с другой может увеличить скорость одной из звёзд настолько, что она превысит скорость убегания из скопления. Подобные процессы приводят к постепенному «испарению» членов скопления.
В среднем каждые полмиллиарда лет звёздные скопления испытывают влияние внешних факторов, например, прохождение рядом с каким-либо молекулярным облаком или сквозь него. Гравитационные приливные силы от столь близкого соседства, как правило, разрушают звёздное скопление. В итоге оно становится звёздным потоком: из-за больших расстояний между звёздами такая группа не может называться скоплением, хотя составляющие её звёзды связаны друг с другом и движутся в одинаковом направлении с одинаковыми скоростями. Период времени, через который скопление распадается, зависит от начальной звёздной плотности последнего: более тесные живут дольше. Оценочное время полураспада скопления (через которое половина исходных звёзд будет потеряна) варьируется от 150 до 800 млн лет, в зависимости от начальной плотности.
После того, как скопление перестанет быть связанным гравитацией, многие из составляющих его звёзд всё же сохранят свою скорость и направление движения в пространстве; возникнет так называемая звёздная ассоциация (или движущаяся группа звёзд). Так, несколько ярких звёзд «ковша» Большой Медведицы — бывшие члены рассеянного скопления, которое превратилось в такую ассоциацию под названием «движущаяся группа звёзд Большой Медведицы». В конце концов, из-за небольших различий в своих скоростях они рассредоточатся по Галактике. Более крупные скопления становятся потоками, при условии, что будет установлена одинаковость их скоростей и возрастов; в противном случае звёзды будут считаться несвязанными.

## Исследования звёздной эволюции

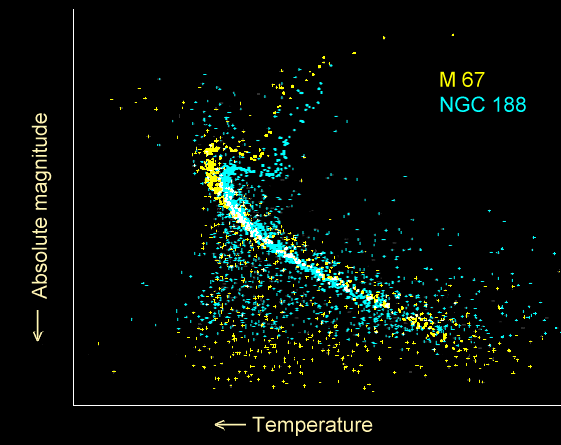
Диаграммы Герцшпрунга — Рассела для двух рассеянных скоплений. Скопление NGC 188 — более старое и показывает меньшее отклонение от главной последовательности, чем M 67.

В диаграмме Герцшпрунга — Рассела для рассеянного скопления большинство звёзд будут относиться к главной последовательности (ГП). В некоторый момент, называемый точкой поворота, наиболее массивные звёзды покидают ГП и становятся красными гигантами; «удалённость» таких звёзд от ГП позволяет определить возраст скопления.
В силу того, что звёзды в скоплении находятся почти на одинаковом расстоянии от Земли и образовались примерно в одно время из одного облака, все различия в видимой яркости звёзд скопления обусловлены разной их массой. Это делает рассеянные звёздные скопления очень полезными объектами для изучения звёздной эволюции, так как при сравнении звёзд многие переменные характеристики можно принять фиксированными для скопления.
Например, исследование содержания лития и бериллия в звёздах из рассеянных скоплений может серьёзно помочь в разгадке тайн эволюции звёзд и их внутренней структуры. Атомы водорода не могут образовать атомы гелия при температуре ниже 10 млн К, но литиевые и бериллиевые ядра разрушаются при температурах 2,5 млн и 3,5 млн К соответственно. Это означает, что их содержания напрямую зависят от того, как сильно перемешивается вещество в недрах звезды. При изучении их содержания в звёздах скопления такие переменные, как возраст и химический состав, являются зафиксированными.
Исследования показали, что содержание этих лёгких элементов гораздо ниже, чем предсказывают модели звёздной эволюции. Причины этого не совсем ясны; одно из объяснений состоит в том, что в недрах звезды происходят выбросы вещества из конвективной зоны в стабильную зону лучистого переноса.

## Астрономическая шкала расстояний

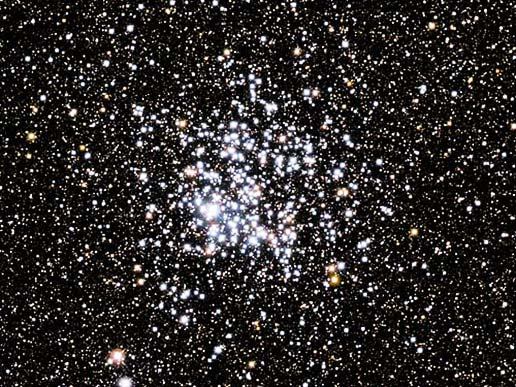
«Дикая Утка» (M 11) — очень богатое скопление, расположенное в направлении центра Млечного Пути.

Определение расстояний до астрономических объектов — ключевой момент для их понимания, но подавляющее большинство таких объектов находятся слишком далеко, чтобы расстояния до них можно было измерить прямо. Градуировка астрономической шкалы расстояний зависит от последовательности непрямых и порой неопределённых измерений в отношении сначала ближайших объектов, расстояния до которых можно измерить непосредственно, а затем всё более и более удалённых. Рассеянные звёздные скопления — важнейшая ступенька на этой лестнице.
Расстояния до наиболее близких к нам скоплений можно измерить прямо одним из двух способов. Во-первых, для звёзд ближайших скоплений можно определить параллакс (небольшое смещение видимого положения объекта в течение года из-за движения Земли по орбите Солнца), как это обычно делается для отдельных звёзд. Плеяды, Гиады и некоторые другие скопления в окрестностях 500 св. лет достаточно близки, чтобы для них такой способ дал достоверные результаты, и данные со спутника Гиппарх позволили установить точные расстояния для ряда скоплений.
Другой прямой способ — так называемый метод движущегося скопления. Он основан на том, что звёзды в скоплении разделяют общие параметры движения в пространстве. Измерение собственных движений членов скопления и нанесение на карту их видимого перемещения по небу позволит установить, что они сходятся в одной точке. Радиальные скорости звёзд скопления могут быть определены по измерениям доплеровских смещений в их спектрах; когда все три параметра — радиальная скорость, собственное движение и угловое расстояние от скопления до его точки схода — известны, простые тригонометрические расчёты позволят вычислить расстояние до скопления. Самый известный случай применения этого метода касался Гиад и позволил определить расстояние до них в 46,3 парсека.
Как только расстояния до близлежащих скоплений установлены, другие методы могут продлить шкалу расстояний для более далёких скоплений. Сравнивая звёзды главной последовательности на диаграмме Герцшпрунга — Рассела для скопления, расстояние до которого известно, с соответствующими звёздами более далёкого скопления, можно определить расстояние до последнего. Ближайшее известное скопление — Гиады: хотя группа звёзд Большой Медведицы примерно вдвое ближе, но это всё же звёздная ассоциация, а не скопление, так как звёзды в ней гравитационно не связаны друг с другом. Наиболее удалённое из известных рассеянных скоплений в нашей Галактике — это Беркли 29, расстояние до него — примерно 15 000 парсек. Кроме этого, рассеянные скопления можно легко обнаружить во многих галактиках Местной группы.
Точное знание расстояний до рассеянных скоплений жизненно необходимо для градуировки зависимости «период — светимость», которая существует для переменных звёзд, таких как цефеиды и звёзд типа RR Лиры, что позволит пользоваться ими как «стандартными свечами». Эти мощные звёзды можно видеть на больших расстояниях и с помощью них продлевать шкалу дальше — до ближайших галактик Местной группы.